# Carlshöhe (Eckernförde)
Carlshöhe (auch: Karlshöhe, Carlshöh, Karlshöh; plattdeutsch: Carlshöh, Karlshöh; dänisch: Carlshøj) ist ein Stadtteil der Stadt Eckernförde am Rande des Windebyer Noors. Im Nordwesten der Stadt an der Bundesstraße 76 (B 76) in Richtung Schleswig gelegen, ist Carlshöhe einer von zwei ineinander übergehenden Stadtteilen; der andere ist Grasholz.

## Grenzen und Aufteilung
Außer an den Stadtteil Grasholz grenzt Carlshöhe an den Stadtteil Eckernförde-Nord sowie an die Gemeinden Gammelby und Barkelsby. Während der südliche Teil Carlshöhes zwischen der Bundesstraße 76 und dem Windebyer Noor fast ausschließlich mit der Fläche der ehemaligen Kaserne Carlshöhe identisch ist, gibt es im Norden des Stadtteils schon seit Jahrzehnten Wohn- wie Gewerbeflächen.

## Geschichte
Die Carlshöhe war ursprünglich eine 1897 von Carl von Apé errichtete Gärtnerei mit Ausflugslokal, erbaut auf einer bis 22 Meter hohen eiszeitlichen Endmoränenanhöhe am Windebyer Noor. 1908 erwarb der Hamburger Kaufmann Johann Heinrich Carl Freiherr von Schröder das Gelände und ließ dort noch im selben Jahr eine Sommervilla mit Aussichtsturm errichten. Architekt der Villa Carlshöhe (auch: Villa Schröder, Villa Baron Schröder oder Schrödersche Villa) war Wilhelm Kruckau, der die Villa in einer Mischung aus Historismus, Jugendstil und Reformarchitektur schuf und der in Eckernförde unter mehreren anderen Bauwerken auch das Geschäftshaus der Eckernförder Zeitung am Rathausmarkt entwarf. Ob Carlshöhe nach dem Voreigentümer Carl von Apé benannt wurde oder nach dem Gut Karlshöhe (damals Gut Carlshöhe) in Hamburg, das sich im Eigentum der Familie Schröder (ab 1868: Freiherren von Schröder) befand, bleibt eine offene Frage. Noch auf dem Messtischblatt „1524 – Hütten“ von 1877 mit Nachträgen 1904 war das Gebiet namenlos.
1934 wurde das Gelände von Hans Freiherr von Schröder, der das Gelände zwischenzeitlich von seinem Onkel übernommen hatte, zunächst an die SA-Standarte Jäger 27 zur Errichtung einer SA-Schießschule verkauft. Diese wurde auf höhere Anweisung wieder 1935 geschlossen. Nachdem eine vorübergehend anvisierte Übernahme durch die Schule des Bundes deutscher Mädel des Obergaus 6 Nordmark nicht zustande gekommen war, verkaufte der zwischenzeitliche Eigentümer, die Stadt Eckernförde, noch 1935 das Carlshöhe-Areal an die Kriegsmarine, die dort von 1935 bis 1940 eine Marinekaserne erbaute. Der wesentliche Teil entstand 1936.
In der Kaserne wurden neben Rekruten vor und nach dem Zweiten Weltkrieg von 1945 bis 1956 zunächst unter anderem Polizisten und Feuerwehrleute ausgebildet. Danach diente sie bis zur Schließung im Juni 2001 als Ausbildungsstätte und Sitz von Spezialeinheiten der Bundesmarine sowie als Fernmeldeschule der Marine (Einzelheiten im Abschnitt „Kaserne Carlshöhe“).
Eine erste Ausdehnung der Bebauung auf die Nordseite erfolgte mit der Errichtung des Marine-Sportplatzes Carlshöhe; eine erste Wohnbebauung dort erfolgte am Lerchenweg (Einzelheiten im Abschnitt „Carlshöhe-Nord“).
Von 1904 bis 1954 hatte die Carlshöhe einen Haltepunkt an der Bahnstrecke Eckernförde–Owschlag der schmalspurigen Eckernförder Kreisbahnen. Der Name der Haltestelle wurde mehrfach geändert: von 1904 bis 1925 Graßholz, von 1925 bis 1935 Carlshöhe, von 1935 bis 1944 Kaserne und von 1944 bis 1954 wieder Carlshöhe.

## Kaserne Carlshöhe

### Bis Ende des Zweiten Weltkrieges
Nachdem zuvor mehrere Standorte für den Bau einer Marinekaserne in Eckernförde in Betracht gezogen waren, fiel die Entscheidung für das Carlshöhe-Gebiet. 1935 verkaufte die Stadt Eckernförde für 34.000 ℛℳ das Gelände an die Kriegsmarine, die die Kasernenanlage schon ab 1935 (bis 1940) errichtete. Der wesentliche Teil entstand 1936. Die Gebäude entstanden nach Plänen des Regierungsbaurats Rambacher im Baustil des „Klinkerexpressionismus in der Tradition der Heimatschutzarchitektur“ der 1920er Jahre und der neuen Sachlichkeit mit zum Teil kubistischen Formen (Toreingang), der Stil war damit weniger Folge der nationalsozialistischen Ideologie. Insgesamt entstanden 28 Gebäude mit einer Fläche von rund 50.000 m². Die Kasernenanlage vermittelt einen parkähnlichen Eindruck. Zusätzlich entstanden eine Badeanstalt und ein Ausbildungskutter-Anlegesteg im Windebyer Noor, ein Exerzierplatz auf dem Kasernengelände und ein Sportplatz auf der gegenüberliegenden Straßenseite der Schleswiger Landstraße (R 76; heute: Flensburger Straße, B 76). Die Villa Carlshöhe, die der Voreigentümer Johann Heinrich Carl Freiherr von Schröder 1908 errichten ließ, diente fortan als Offiziersheim.
Während der Nazi-Zeit waren diverse Marineeinheiten der Wehrmacht in der Kaserne stationiert, wie die 1. Marineergänzungsabteilung, die 1. Marinelehrabteilung, ein Marinelehrregiment, ein Marinemusikkorps, die 3. Schiffsstammabteilung. Ausgebildet wurden Rekruten und Unteroffiziere der Marine. Für Berufssoldaten entstanden Wohneinheiten im Stadtteil Eckernförde-Nord.

### Nach Ende des Zweiten Weltkrieges
Nach Ende des Zweiten Weltkrieges 1945 diente die Kaserne Carlshöhe zunächst als Unterkunft für Flüchtlinge und Displaced Persons, für die auf dem Gelände auch zusätzliche Baracken erstellt wurden (bis 1958), als Standort einiger britischer Soldaten, Lazarett, Beschaffungsamt, Zentralersatzteillager, als Zweigstelle der Zollschule Flensburg, als Landesfeuerwehrschule Schleswig-Holstein (1948–1954), als Landespolizeischule Schleswig-Holstein (1946–1950, zunächst unter der Bezeichnung Provincial Training School Schleswig-Holstein) und Sitz der Bereitschaftspolizei Schleswig-Holstein (1951–1956), als Sitz der Landespolizeiinspektion (1948–1958) sowie vorübergehend als Sitz des Landeskriminalamts Schleswig-Holstein.
Die Villa Carlshöhe war von 1948 bis 1958 Wirkungsstätte der Verlegerin und Schriftstellerin Hilde Fürstenberg. Ihrem Gatten Asmus Fürstenberg diente das Gebäude als Dienstsitz – er war Inspekteur der Polizei des Landes Schleswig-Holstein. In einem Festakt 1955 wurde hier die Knut-Hamsun-Gesellschaft gegründet und der Verleger Ernst Rowohlt zum Präsidenten gewählt.
Zum 1. Juni 1956 zog die Bundeswehr in die Kaserne ein. Zu den in Carlshöhe stationierten Einheiten gehörten unter anderen das Marineausbildungsbataillon 1 und im Anschluss die Marinefernmeldeschule, das Marinemusikkorps Ostsee, die Marineunteroffizierschule. Die Villa wurde 1959 wieder zum Offiziersheim. Der Standort Carlshöhe wurde von der Bundeswehr 2001 geschlossen. Die Badeanstalt im Windebyer Noor bestand bis in die 1970er Jahre.
Ein kleines Postamt (Eckernförde 4) befand sich am Toreingang.
In unmittelbarer Nachbarschaft, aber schon im Stadtteil Grasholz gelegen, entstand zu Beginn der 1970er Jahre die Preußer-Kaserne, die 1974 bezogen wurde.

### Heutige Nutzung
Im Januar 2008 erwarb der Unternehmer Wolfram Greifenberg (1952–2023) das 15 Hektar große Gelände. Neben einer neuen Bebauung mit Eigentums- und Mietwohnungen stellt der Inhaber einen Großteil des Geländes zu kulturellen und sozialen Zwecken zur Verfügung.
So haben sich zahlreiche Vereine und Firmen angesiedelt, es gibt ein Ärztezentrum, ein Pflegeheim, eine Galerie sowie diverse Dienstleister. Die ehemalige Sporthalle der Kaserne wurde zu einem Veranstaltungssaal (CARLS) für Konzerte, Tagungen, Firmenevents, Lesungen und andere Veranstaltungen umgebaut. Dieser Veranstaltungssaal wird mit Ende des Jahres 2022 aus Lärmschutzgründen im Hinblick auf die umliegende Wohnbebauung geschlossen.
Im ehemaligen Kasernengelände sind der Eingangsplatz und sieben Kasernenblocks als Kulturdenkmäler in Eckernförde geschützt. Dazu gehören das Torhaus sowie die flankierenden Stabs- und Lehrsaalgebäude „Jungmann“ und „Preußer“ sowie das Haus „Königsberg“. Die Villa Carlshöhe wurde 2009 abgerissen. Ärger bereitete 2011 das Fällen von Bäumen ohne Genehmigung.

### Bilder

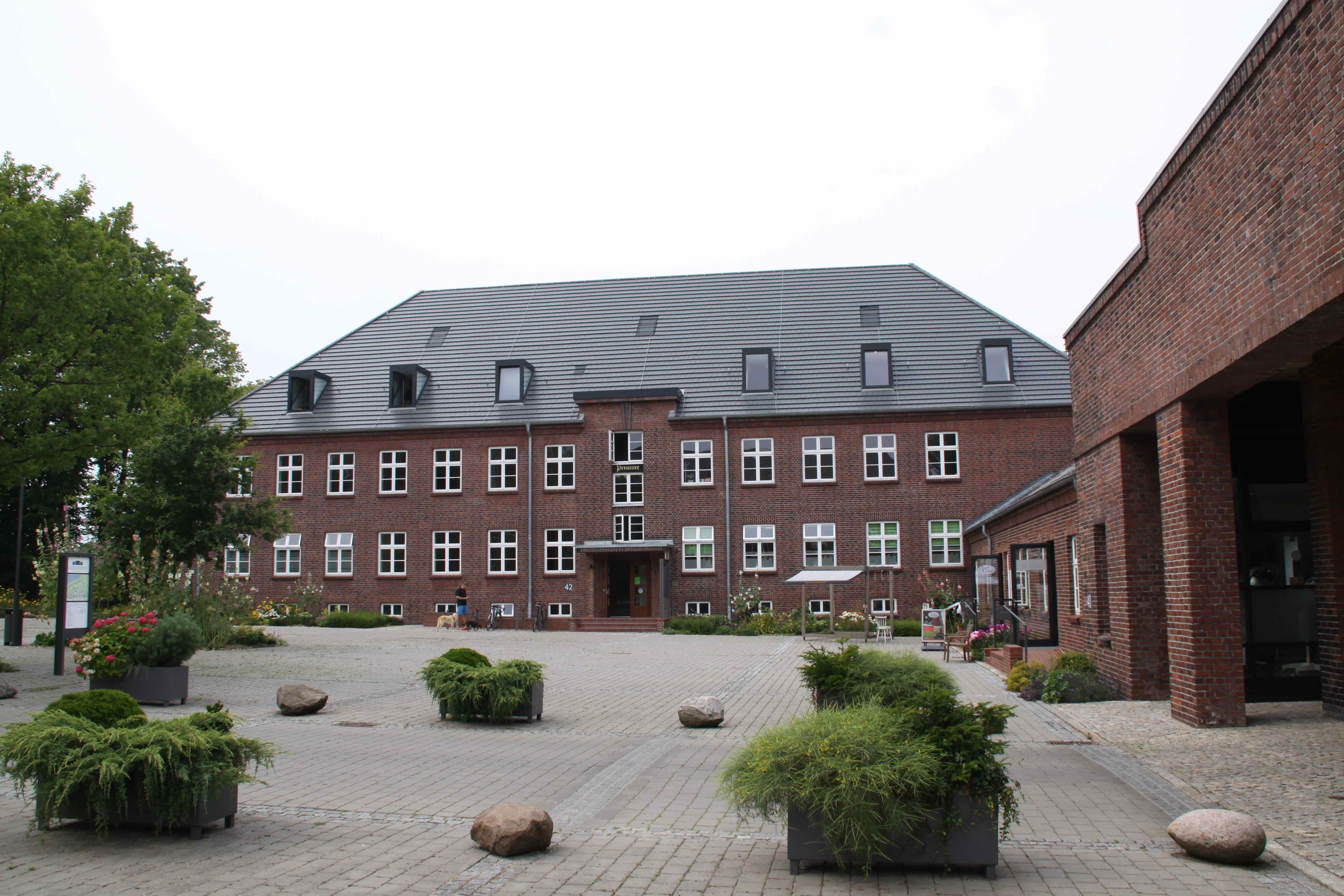
Preusser-Bau
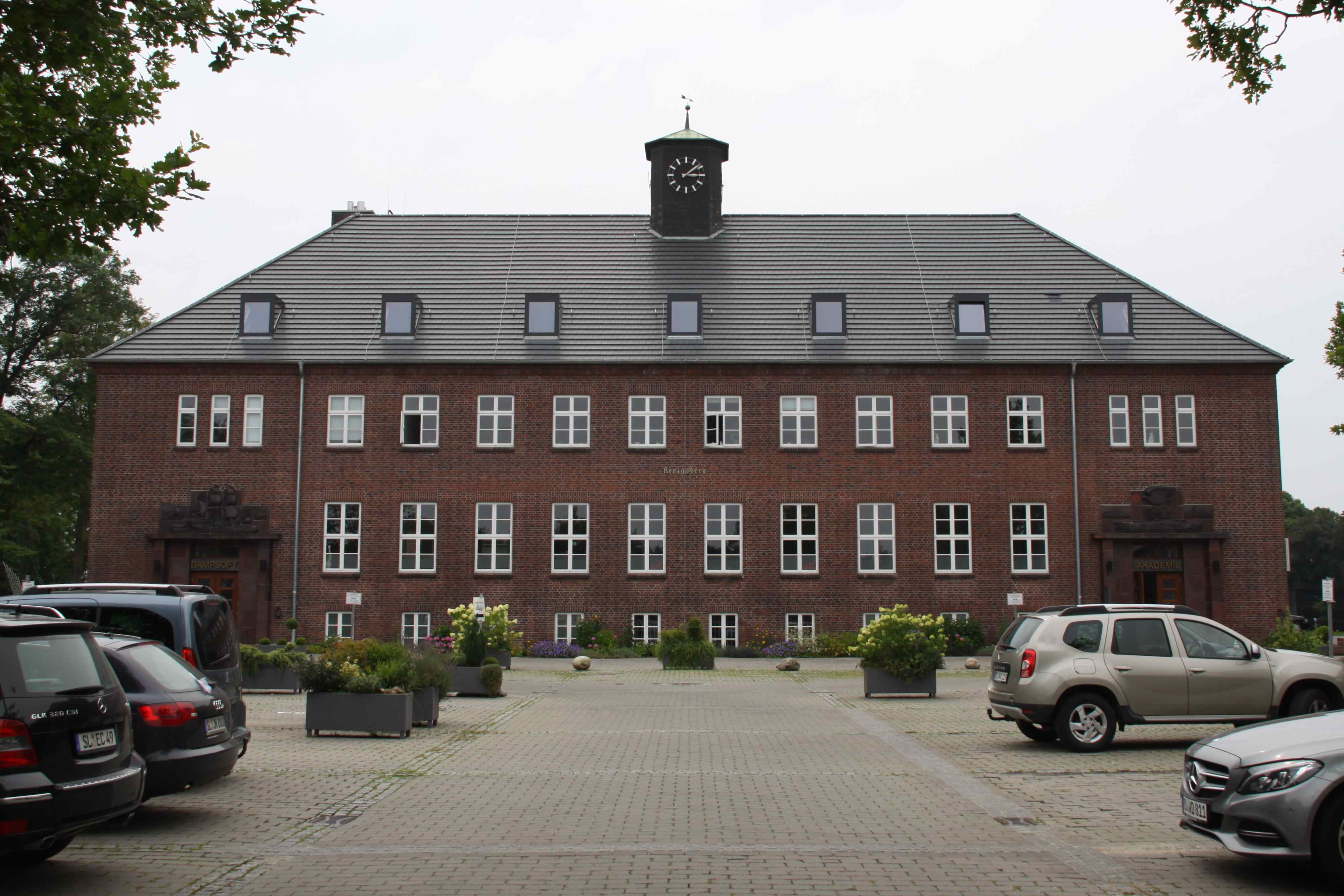
Haus Königsberg
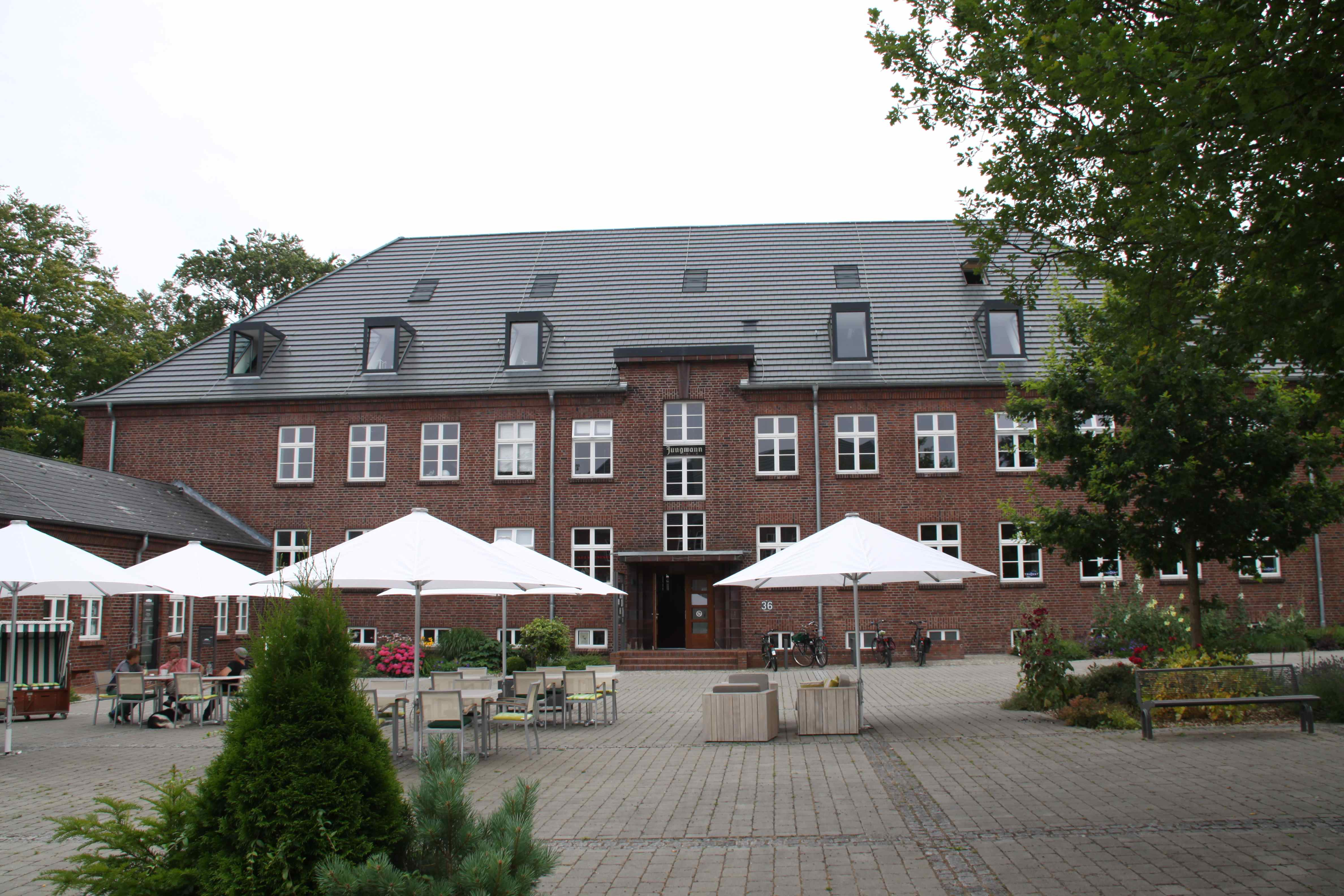
Jungmann-Bau

## Carlshöhe-Nord
Eine erste dauerhafte Ausdehnung der Bebauung Carlshöhes auf die Seite nördlich der Bundesstraße 76 erfolgte mit der Errichtung des Marine-Sportplatzes Carlshöhe, eine zweite mit der Wohnsiedlung am Lerchenweg.
Nach dem Zweiten Weltkrieg entstand 1946 in Nachbarschaft zur heutigen Lerchenweg-Siedlung am Rosseer Weg die Flüchtlingssiedlung Klein Moskau. Sie nahm gegenüber anderen Flüchtlingslagern in der Stadt eine Sonderstellung ein. Rein optisch wichen die ersten erstellten 20 Gebäude aus Baufertigteilen, die für Norwegen bestimmt waren, von anderen Lagerbaracken ab; genannt wurden sie Starenkästen. Die Gebäude waren kleine Eigenheime mit 30 m² Wohnfläche auf Pachtgrundstücken der Stadt Eckernförde mit zeitlicher Begrenzung. Diese ersten 20 Heime konnten für 1000 RM erworben werden, der Pachtzins betrug 5 Rpf/m². Später folgten weitere Bauten – teilweise als Ersatz für das im Kurpark errichtete Barackenlager. „Hier hatte jeder seinen eigenen Baustil entwickelt oder vielmehr so gebaut, wie es das Material … hergab“. 1957 standen noch 49, 1962 nur noch eines der Behelfsheime.
In der Folgezeit entwickelte sich der übrige Bereich zwischen der Bundesstraße 76 entlang des Rosseer Weges bis zum bis in die 1960er Jahre bestehenden Bahnübergang vor allem (Ausnahme: Mehrfamilienhäuser gegenüber der Kaserne) zu einem Gewerbegebiet (Gewerbegebiet Nord) mit Teilwohnbebauung. Es siedelten dort Betriebe wie die Bekleidungsfirma Maris (das Gebäude wird jetzt als Bekleidungskammer der Bundeswehr genutzt), diverse Autoverkaufs- und reparaturbetriebe, Bus- und weitere Transportunternehmen, ein Saatgutunternehmen (mit eigenen Güteranschlussgleisen), Handwerksbetriebe unterschiedlicher Branchen, eine Galerie, Ausbildungswerkstätten (von denen noch eine existiert), Pflege- und Erziehungseinrichtungen an. Heute befindet sich auch der Recyclinghof Eckernförde in diesem Gebiet.

## Sonstiges
Bis heute hat sich in Eckernförde die Formulierung, jemand arbeite, lebe, wohne usw. auf (statt: in) Carlshöhe oder Grasholz, gehalten – sie ist wohl dem Umstand geschuldet, dass es vom Stadtzentrum zu den beiden Orten bergan geht.